# Lövlund
Lövlund is een plaats in de gemeente Finspång in het landschap Östergötland en de provincie Östergötlands län in Zweden. De plaats heeft 63 inwoners (2005) en een oppervlakte van 8 hectare.